# Guáimaro
Guáimaro là một đô thị ở phía nam tỉnh Camagüey ở Cuba. Đô thị này nằm giữa các thành phố Camagüey và Victoria de Las Tunas.
Guáimaro được chia ra thành các barrio Camaniguán, Elia, Galbis, Guáimaro, Palo Seco, Pilar và Tetuán.
Đô thị này được thành lập năm 1943, khi nó được tách từ Camagüey.

## Dân số
Năm 2004, đô thị Guáimaro có dân số 57.086. với diện tích 1.847 km² (713,1 mi²), và mật độ dân số 30,9người/km² (80người/sq mi).